# Хансен, Йонни Анкер
Йонни Анкер Хансен (дат. Johnny Anker Hansen; род. 11 июля 1966, Оденсе) — датский футболист, игравший на позиции защитника. 
Воспитанник футбольного клуба «Оденсе». В составе этого клуба становился чемпионом и обладателем Кубка Дании. С 1991 по 1993 год выступал за амстердамский «Аякс», однако из-за частых травм отыграл в чемпионате Нидерландов только 7 матчей. Вернувшись на родину, он продолжил карьеру в «Оденсе», позже играл за «Силькеборг» и «Эсбьерг».
В составе национальной сборной Дании дебютировал 20 мая 1987 года в матче против Греции. За четыре года в сборной он принял участие в 12 матчах. В 1995 году был в составе сборной на Кубке Короля Фахда, но на турнире, который выиграла его команда, он так и не сыграл.

## Клубная карьера
Летом 1991 года вместе со своим одноклубником Даном Петерсеном, Хансен перешёл в амстердамский «Аякс». Его личный контракт с клубом был рассчитан на три года. Неофициальный дебют Хансена в команде Лео Бенхаккера состоялся 3 августа в товарищеской игре против любительской команды «Эксельсиор '31». Матч закончился разгромной победой амстердамцев со счётом 0:13. В августе Йон сыграл ещё в четырёх спаррингах, а в игре против итальянской «Сампдории» отметился голом.
В чемпионате Нидерландов датский защитник дебютировал 25 августа в гостевом матче против «Витесса», завершившемся с ничейным счётом 0:0. В той встрече Хансен получил тяжёлую травму, причём получил он её в столкновении со своим одноклубником Франком де Буром. В результате столкновения Йон сломал три или четыре передних зуба и поэтому ему пришлось покинуть поле. Вместо него на замену вышел его соотечественник Дан Петерсен. Лечиться Хансен отправился в свой родной город Оденсе и уже спустя один месяц мог принимать участие в матчах. Отправившись от одной травмы, Йонни сразу получил другую, во время тренировочного матча он повредил колено. После операции Хансен выбыл из игры почти на целый год.
Второй сезон для Хансена выдался таким-же неудачным как и первый, датчанин слишком часто подвергался травмам. Лишь в ноябре 1992 года Йонни вернулся на поле, отыграв 22 минуты в игре против «Фейеноорда». Но затем Хансен более чем три месяца не выступал за основной состав «Аякса». Его очередной выход на поле состоялся 16 марта 1993 года в матче Кубка УЕФА против французского «Осера», завершившемся победой амстердамцев со счётом 1:0. В игре Хансен заменил Марсиано Винка на 57-й минуте. В конце того же месяца он провёл свой дебютный матч в Кубке Нидерландов. В мае датчанин стал чаще появляться в играх чемпионата на замену, а в двух последних турах он и вовсе играл с первых минут. За сезон Хансен провёл только 6 игр в чемпионате.
С октября по ноябрь 1993 года Хансен находился на просмотре в английских командах «Мидлсбро» и «Ньюкасл Юнайтед». В декабре стало ясно, что Йон вернётся в свой бывший клуб «Оденсе». Последний матч в составе амстердамцев датчанин провёл
15 декабря в Кубке Нидерландов. В матче второго раунда против «Твенте», «Аякс» одержал уверенную победу со счётом 4:1. В игре Йон вышел на замену на 72-й минуте вместо Кларенса Зеедорфа.

## Личная жизнь
У Хансена есть сын Мадс (род. 1995), он пошёл по стам отца и стал футболистом.

## Статистика

### Матчи Хансена за сборную Дании
| Матчи Хансена за сборную Дании | Матчи Хансена за сборную Дании | Матчи Хансена за сборную Дании | Матчи Хансена за сборную Дании | Матчи Хансена за сборную Дании | Матчи Хансена за сборную Дании |
| ------------------------------ | ------------------------------ | ------------------------------ | ------------------------------ | ------------------------------ | ------------------------------ |
| №                              | Дата                           | Соперник                       | Счёт                           | Голы Хансена                   | Соревнование                   |
| 1                              | 20 мая 1987                    | Греция                         | 5:0                            | —                              | Олимпийские игры 1988 (отбор)  |
| 2                              | 26 августа 1987                | Швеция                         | 0:1                            | —                              | Товарищеский матч              |
| 3                              | 31 августа 1988                | Швеция                         | 2:1                            | —                              | Товарищеский матч              |
| 4                              | 14 сентября 1988               | Англия                         | 0:1                            | —                              | Товарищеский матч              |
| 5                              | 28 сентября 1988               | Исландия                       | 1:0                            | —                              | Товарищеский матч              |
| 6                              | 10 февраля 1989                | Финляндия                      | 0:0                            | —                              | Товарищеский матч              |
| 7                              | 5 февраля 1990                 | ОАЭ                            | 1:1                            | —                              | Товарищеский матч              |
| 8                              | 14 февраля 1990                | Египет                         | 0:0                            | —                              | Товарищеский матч              |
| 9                              | 11 апреля 1990                 | Турция                         | 1:0                            | —                              | Товарищеский матч              |
| 10                             | 6 июня 1990                    | Норвегия                       | 2:1                            | —                              | Товарищеский матч              |
| 11                             | 9 апреля 1991                  | Болгария                       | 1:1                            | —                              | Товарищеский матч              |
| 12                             | 5 июня 1991                    | Австрия                        | 2:1                            | —                              | Чемпионат Европы 1992 (отбор)  |

Итого: 12 матчей / 0 голов; 6 побед, 4 ничьи, 2 поражения.

## Достижения
- Чемпион Дании: 1989
- Обладатель Кубка Дании: 1991
- Обладатель Кубка Нидерландов: 1993
- Обладатель Кубка Короля Фахда: 1995